# Rue de Graffigny
La rue de Graffigny est une voie située au sein de la commune de Nancy, au sein du département de Meurthe-et-Moselle, en région Lorraine.

## Situation et accès
La rue de Graffigny, d'une direction générale nord-sud, est sise à proximité du parc Sainte-Marie, au sud-ouest de la ville de Nancy, au sein du quartier Mon Désert - Jeanne d'Arc - Saurupt - Clemenceau.
Elle débute à son extrémité méridionale au niveau du parc Sainte-Marie et de l'avenue Boffrand, donne une interserction avec la rue Pasteur puis croise approximativement à son milieu la rue de Mon-Désert, avant d'aboutir à un carrefour avec la rue Gabriel-Mouilleron. La voie est prolongée au nord par la rue Christian-Pfister.

## Origine du nom
La rue porte le nom de la femme de lettres nancéienne Françoise d'Isembourg du Buisson d'Happoncourt, dame de Graffigny (1690-1758). Madame de Graffigny résida, à Nancy, au 15 place Carrière.

## Historique
Cette voie est ouverte en 1876 sous le nom d'« avenue de Sainte-Marie », avant de prendre sa dénomination actuelle le 18 mai 1894.
Ancienne impasse particulière du domaine de Sainte-Marie, elle est lotie en 1894 et devient rue en 1906 à la création de l'avenue Boffrand.

## Bâtiments remarquables et lieux de mémoire
- no 22 : École primaire Marcel-Leroy.
- Parc Sainte-Marie